# Bitwa pod Negapatam (1758)
Bitwa pod Negapatam miała miejsce 3 sierpnia 1758 w trakcie III wojny w Karnatace, będącej kolonialnym frontem wojny siedmioletniej.
Do bitwy doszło kilka miesięcy po bitwie pod Cuddalore. Eskadra angielska George Pococka (7 okrętów) w 25 lipca 1758 r. pojawiła się w rejonie Pondicherry, gdzie 28 napotkała francuską eskadrę stojącą na redzie. Francuzi podnieśli kotwicę i odpłynęli do Porto Novo. Przez następne kilka dni eskadry, wykorzystując zmienne wiatry (bądź będąc unieruchamianym przez ciszę) na zmianę napotykały się i traciły z oczu. Wreszcie, o świcie 3 sierpnia Pocock napotkał okręty d'Aché koło Negapatam, ustawione w  linię bojową. Z wyjątkiem okrętu flagowego „Zodiaque”, francuskie jednostki były silnie uzbrojonymi eastindiamenami.
Linię francuską prowadził silny „Comte de Provence” (74 działa), więc Pocock nakazał 64-działowemu „Elizabeth” zajęcie wiodącej pozycji w miejsce słabszego „Tigera”. Nim doszło do walki, Anglików unieruchomił sztil. Francuzi, pchani bryzą lądową przepłynęli za brytyjskim szykiem, ale ok. 11, gdy podniosła się bryza morska, znaleźli się na zawietrznej i Pocock nakazał atak, wykorzystując sprzyjające warunki. Starcie rozpoczęło się przed godziną 13. Na prowadzącym „Comte de Provence” wybuchł pożar i okręt wycofał się z linii, jego następca „Duc de Bourgogne” przejął ciężar ataku „Elizabeth”. Kolejny w szyku „Zodiaque” odniósł uszkodzenie steru i wyszedł z linii, a gdy tylko do niej powrócił, wybuch działa i pożar spowodował kolejne awarię steru i zderzenie z „Duc d’Orléans”. Splątane okręty znalazły się pod ciężkim ogniem brytyjskim, podobnie jak kolejne dwa, „Condé” i „Moras”. Gdy francuskiemu admirałowi udało się uwolnić swój okręt ze splątania, dał sygnał do odwrotu. Brytyjczycy mając poważnie uszkodzony takielunek ścigali go, ale o godzinie trzeciej Francuzi znaleźli się poza zasięgiem ognia. Pościg trwał do wieczora, aż z zapadnięciem zmroku Brytyjczycy zakotwiczyli. Flotylla francuska podążyła do Pondicherry, gdzie zakotwiczyła pod osłoną dział fortów.

## Skład flot w bitwie pod Cuddalore

### Eskadra brytyjska
Skład eskadry brytyjskiej:
- „Yarmouth”, 64 działa (flagowy)
- „Elizabeth”, 64 działa
- „Tiger”, 60 dział
- „Weymouth”, 60 dział
- „Cumberland”, 56 dział
- „Salisbury”, 50 dział
- „Newcastle”, 50 dział
- „Queensborough”, 24 działa

### Eskadra francuska
Skład eskadry francuskiej:
- „Zodiaque”, 74 działa (flagowy)
- „Comte de Provence”, 74 działa
- „Saint-Louis”, 64 działa
- „Vengeur”, 64 działa
- „Duc d’Orléans”, 60 dział
- „Duc de Bourgogne”, 60 dział
- „Condé”, 50 dział
- „Moras”, 50 dział
- „Dilligente”, 24 działa

Brytyjczycy stracili 31 zabitych i 166 rannych, mieli też poważnie uszkodzone maszty, przed których utratą uchroniła ich dobra pogoda. Francuskie straty były dużo poważniejsze,  odpowiednio 250 zabitych i 600 rannych (na samym „Zodiaque” było niemal 200 zabitych i ciężko rannych). Rany odnieśli obaj dowódcy. Po bitwie d'Aché uznał, że nie jest w stanie podjąć kolejnej walki i nie chcąc ryzykować pobytu przy indyjskich wybrzeżach, odpłynął na Mauritius. Pocock nie zdołał go przechwycić, ponieważ nie spodziewał się takiego manewru. Na domiar złego, d'Aché, skonfliktowany z Lallym, odmawiał przysłania posiłków, co umożliwiło Brytyjczykom obronienie Madrasu, ponieważ ich flota miała wolny dostęp do portu i mogła zaopatrywać miasto morzem.